# النور دیوید
النور دیوید (انگلیسی: Eleanor David؛ زادهٔ ۱۴ مارس ۱۹۵۶) بازیگر اهل انگلستان است.

## بخشی از فیلمشناسی
از فیلم‌ها یا برنامه‌های تلویزیونی که وی در آن نقش داشته‌است می‌توان به آثار زیر اشاره کرد.
- الیور توئیست (۱۹۸۲)
- دیوار پینک فلوید (۱۹۸۲)
- اسکارلت پیمپرنل (۱۹۸۲)
- آسایش و خوشی (۱۹۸۴)
- تقاطع خیابان ۸۴ (۱۹۸۷)
- جریان پس‌رو (۱۹۸۹)
- شکارچی سفید، قلب سیاه (۱۹۹۰)
- وارونه (فیلم ۱۹۹۹) (۱۹۹۹)
- شرلوک هلمز و پرونده جوراب ابریشمی (۲۰۰۴)
- ماجراهای شرلوک هلمز
- آدمکشان میدسامر